# Synagogi w Pradze
Przed II wojną światową w Pradze znajdował się jeden z największych kompleksów synagog w Europie. Najwięcej z nich znajdowało się w żydowskiej dzielnicy Pragi - Josefovie. II wojnę światową większość synagog przetrwała w praktycznie nienaruszonym stanie, ponieważ miały one służyć jako budynki tzw. Muzeum Wymarłej Rasy.

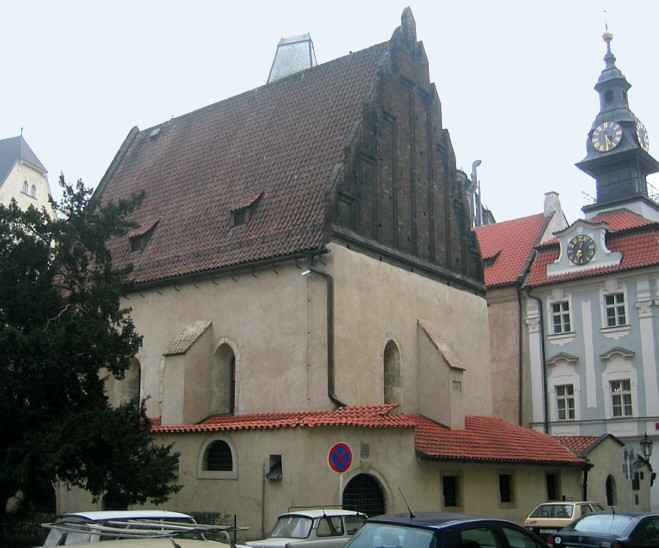
Synagoga Staronowa

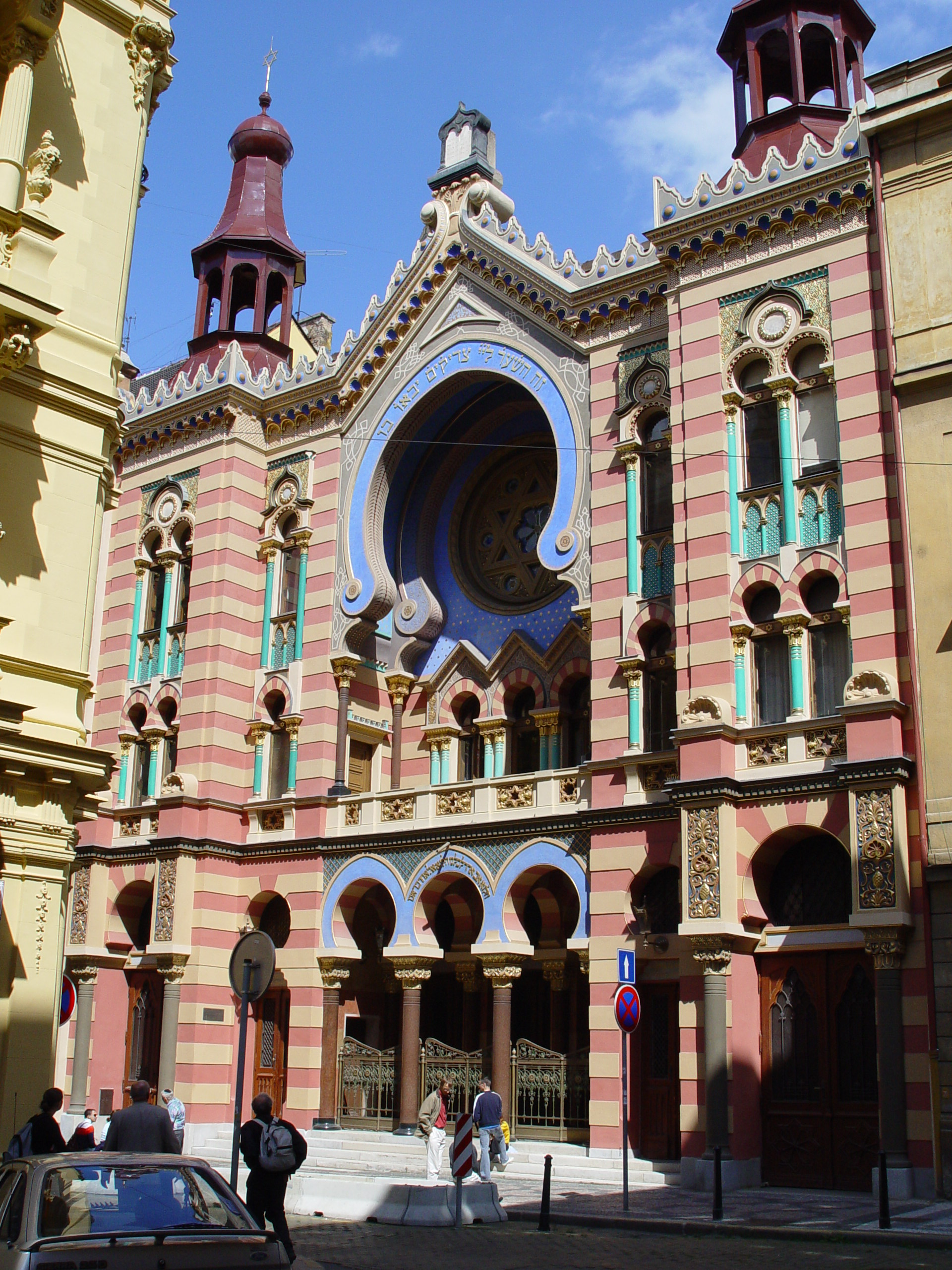
Synagoga Jubileuszowa

## Synagogi na Josefovie
- Synagoga Hiszpańska w Pradze
- Synagoga Klausowa w Pradze
- Synagoga Maisela w Pradze
- Synagoga Pinkasa w Pradze
- Synagoga Staronowa w Pradze
- Synagoga Wysoka w Pradze

## Synagogi poza Josefovem
- Synagoga Jubileuszowa w Pradze
- Synagoga w Karlínie
- Synagoga Košířská w Pradze
- Nowa Synagoga Libeňska w Pradze
- Synagoga w Michli
- Synagoga Smíchovská w Pradze

## Synagogi już nieistniejące
- Synagoga Egerów w Pradze
- Synagoga Poppera w Pradze
- Stara Synagoga Libeňska w Pradze
- Nowa Synagoga w Pradze
- Synagoga Taussiga w Pradze
- Synagoga Cikána w Pradze
- Synagoga Wielkodworska w Pradze
- Synagoga Winogradzka w Pradze
- Stara Synagoga w Pradze
- Stara Synagoga Klausowa w Pradze
- Synagoga Nowa Szkoła Żydowska w Pradze
- Najstarsza Synagoga w Pradze